# Saint-Martin-de-Coux
Saint-Martin-de-Coux är en kommun i departementet Charente-Maritime i regionen Nouvelle-Aquitaine i västra Frankrike. Kommunen ligger  i kantonen Montguyon som ligger i arrondissementet Jonzac. År 2022 hade Saint-Martin-de-Coux 459 invånare.

## Befolkningsutveckling
Antalet invånare i kommunen Saint-Martin-de-Coux
Referens:INSEE